# True Magic
Albums de Mos Def
The New Danger
(2004) Mos Definite
(2007)
Tru3 Magic (ou True Magic) est le troisième album studio de Mos Def, sorti le 29 décembre 2006.
Dernier album du rappeur sur le label Geffen Records, Tru3 Magic s'est classé 25e au Top R&B/Hip-Hop Albums et 77e au Billboard 200.

## Liste des titres
| No  | Titre                                               | Contient un (des) sample(s) de | Durée |
| --- | --------------------------------------------------- | --- | ----- |
| 1.  | True Magic (Produit par DJ Epik et Mark Knoxx)      | | 2:51  |
| 2.  | Undeniable (Produit par Rich Harrison)              | Message From a Black Man des Temptations Heaven and Hell Is on Earth du 20th Century Steel Band Sucker M.C.'s (Krush Groove 1) de Run–D.M.C.        | 4:16  |
| 3.  | U R the One (Produit par Minnesota)                 | If I Don't Love You This Way des Jackson 5 | 3:58  |
| 4.  | Thug Is a Drug (Produit par Minnesota)              | | 2:52  |
| 5.  | Crime & Medicine (Produit par Mos Def)              | | 3:08  |
| 6.  | A Ha (Produit par Minnesota)                        | It's Just Begun du Jimmy Castor Bunch Steve Biko (Stir It Up) de A Tribe Called Quest                                                               | 2:35  |
| 7.  | Dollar Day (Produit par DJ Khalil)                  | Nolia Clap de Juvenile, Wacko et Skip | 5:14  |
| 8.  | Napoleon Dynamite (Produit par Preservation)        | Thief des Enticers | 2:01  |
| 9.  | There Is a Way (Produit par Preservation)           | | 3:27  |
| 10. | Sun, Moon, Stars (Produit par Preservation)         | | 4:39  |
| 11. | Murder of a Teenage Life (Produit par The Neptunes) | | 3:25  |
| 12. | Fake Bonanza (Produit par Preservation)             | Thank You Fallentin Me Be Mice Elf Agin de Junior Mance                                                                                             | 4:11  |
| 13. | Perfect Timing (Produit par Mos Def)                | Peter Piper de Run–D.M.C. La Di Da Di de Doug E. Fresh et Slick Rick Rapper's Delight du Sugarhill Gang DWYCK de Gang Starr featuring Nice & Smooth | 4:13  |
| 14. | Lifetime (Produit par Preservation)                 | | 5:47  |